# Tresdós
Tresdós és un paratge del terme municipal de Conca de Dalt, a l'antic terme de Toralla i Serradell, al Pallars Jussà, en territori del poble de Rivert.
Està situat al sud del poble de Rivert i de la Roca Mirana, al sud de la Creueta de Pla, al nord-oest de lo Corneral de Mateu, al nord de l'Argilosa i a ponent de la Vinya. És a l'esquerra del barranc de Rivert.